# عمر فروخ
عمر فرُّوخ (1322- 1408 هـ/ 1906- 1987 م) باحث مؤرخ وكاتب أديب ومعلم مربٍّ ومحقق ومترجم لبناني، كان من أشد المدافعين عن اللغة العربية الفصحى، ونادى بأن تكون لغةَ الخطابة والإذاعة والصِّحافة.
له أكثرُ من مئة كتاب مطبوع، تنوَّعت بين الفلسفة والتاريخ والأدب، منها: تاريخ الأدب العربي (6 مجلدات)، تاريخ الفكر العربي، التبشير والاستعمار، الأسرة في الشرع الإسلامي، تجديد في المسلمين لا في الإسلام، العرب في حضارتهم وثقافتهم، التصوف في الإسلام، عبقرية اللغة العربية، العرب والفلسفة اليونانية، الإسلام والتاريخ، وكتب كثيرة في التراجم، وكتب مدرسية للمرحلة الابتدائية وأُخرى للمرحلة الثانوية في اللغة العربية والفلسفة والتاريخ.

## سيرته
ولد عمر بن عبد الله بن عبد الرحمن فروخ في بيروت عام 1904، لأسرة مسلمة، متدينة، متواضعة، متعلمة.
يقول عمر مفتخرا بأسلافه:
درس في مدارس أهلية ورسمية وتخرج من الجامعة الأميركية في بيروت عام 1924، وكان خطيب حفل التخرج. ثم تابع دراسته في ألمانيا، في جامعتي برلين وأرلنغن نورنبرغ، وحاز درجة الدكتوراه في الفلسفة، ولموضوع أطروحته حكاية:
اقترح عمر على أستاذه يوسف هل مواضيع عديدة، استحسنها ثم قال له أستاذه: إن نفرًا من المستشرقين يعتقدون أن الإسلام لم يكن له نفوذ أول الأمر وأن هذا النفوذ الديني المشهور للإسلام هو من صنع المؤرخين العباسيين، وأن الشعر العربي المعاصر للدعوة الإسلامية لا ينكشف على أثر للإسلام بين العرب. فهل تستطيع يا عمر، نقض هذا الرأي؟
راح فروخ يجمع الشواهد، حتى اجتمع لديه منها الكثير، فضيق نطاق بحثه حتى خرج بموضوع لأطروحته: «الإسلام كما يظهر من الشعر العربي من الهجرة إلى موت الخليفة عمر بن الخطاب». لم يقرب عمر الفواحش، حتى في أثناء دراسته في ألمانيا. كان متدينًا مستقيمًا، وعالمًا ذكيًّا حازمًا، ودقيقًا في حياته وفي مؤلفاته وفي فكره.
عمل عمر فروخ في التدريس، ولم يفضل عليها مهنة أخرى، فدرس في مدارس جمعية المقاصد الخيرية الإسلامية في بيروت، ومدرسة الثانوية العاملية في بيروت، وفي دار المعلمين في بغداد وفي بومباي وكان عضوًا في جمعيات ثقافية خيرية، لكنه آثر الابتعاد عن السياسة فلم ينغمس فيها بل لم يتكلم فيها أبدًا.
أتقن عمر إلى جانب العربية: الفرنسية والألمانية والإنجليزية، وألم بالفارسية والتركية. وكان يؤمن بضرورة الكتابة عن الأعلام وكشف أسرار التاريخ؛ كان يكتب عن الأعلام مستنطقًا أحداث حياتهم، موردًا آراءهم بألسنتهم دون أن يكون محاميًا عن أحد منهم. شغلته الكتب الإسلامية كثيرًا، وحرَصَ في أعماله ومؤلفاته على خدمة الإسلام ولغة القرآن.
كتب في مقدمة كتابه التبشير والاستعمار الذي استغرق سنوات طويلة في وضعه: «إلى كل شاب مسلم وإلى كل شاب مسيحي، وإلى كل شاب وشابة في الشرق، نقدم هذا الكتاب لنبسط لهم فيه وسائل المبشرين في بلادنا العزيزة وأنهم لم يرموا من وراء تبشيرهم إلا خدمة الاستعمار الغربي». وحين سئل عن النتائج التي وصل إليها المبشرون أجاب: «... منها ضعف اللغة العربية، وضعف التفكير العربي، وضعف الشعور الديني، وضعف الشعور القومي والوطني».
وفي كتابه عن الأسرة والتشريع الإسلامي، أظهر ان التشريع بني أول الأمر على الأخلاق والعقل والفائدة الاجتماعية، ولم يكن أداة استعباد للمسلمين. وحاول في كتابه جمع أقوال اصحاب المذاهب كلها ما أمكنه، لاعتقاده ان المذاهب «أبواب اجتهاد» وأكد في كتابه أن التشريع لم يكن من حق الحاكم بل من حق العلماء، وأن التشريع الفردي هو ما أدى إلى الاستبداد.
كان عمر يرى أن الإسلام ليس بحاجة إلى تجديد بل «هم المسلمون وعدد كبير من فقهائهم». مبينًا في كتابه: «تجديد في المسلمين لا في الإسلام» أن عمل المصلح في الدين هو أن يقرب التعاليم من أذهان الناس لا أن يجعل من الدين نفسه حقلَ اختبار ولا أن ينشر كل يوم على الناس دينًا جديدًا.
والتجديد إنما يكون في المعاملات التي تتغير مع الإنسان بتغير الزمن. أما العبادات فإن الدين نفسه جعل لها نوعًا من الرخص، والعقائد هي الأسس التي تجعل كل دين يختلف عن دين آخر، والإسلام في هذا أيسر الأديان وأقربها إلى العقول وإلى الحياة.

## مؤلفاته
- تاريخ الأدب العربي.
- تاريخ الجاهلية.
- الملوك والأمراء في الجاهلية.
- العصر العدناني. نهضة ثقافية وعسكرية.
- الحضارة الإنسانية وقسط العرب فيها.
- تاريخ العلوم عند العرب.
- الصحابة في تاريخ الزهري. مطبعة الكشاف - بيروت 1944م
- صخر بن حرب، مكتبة منيمنة، بيروت - 1949م
- خالد بن الوليد، حياته قبل الإسلام، أولاده وذريته.المكتبة العلمية والمكتبة العصرية - بيروت - 1951
- سهيل بن عمرو، مكتبة منيمنة - بيروت - 1949م
- أحد العمرين، عمر بن أبي ربيعة، مطبعة الكشاف، بيروت، 1944م
- تاريخ اليهود في شبه الجزيرة العربية. مطبعة الكشاف، بيروت، 1944م
- المرويات المدسوسة في التاريخ الإسلامي.مطبعة الكشاف - بيروت 1945م
- تجديد التاريخ في تعليله وتدوينه، إعادة النظر في التاريخ.
- تاريخ الإسلام المصور.
- أبو تمام شاعر الخليفة محمد المعتصم بالله.
- سلسلة دراسات قصيرة في الأدب والتاريخ والفلسفة.
- غبار السنين، لمحات من حياتي بين 1916_1982 .
- تاريخ الفكر العربي إلى أيام ابن خلدون.
- هذا الشعر الحديث.
- أبو العلاء المعري، الشاعر الحكيم.
- سلسلة وثائق ودراسات لبنانية .
- دفاعا عن العلم دفاعا عن الوطن .
- العرب والإسلام في الحوض الغربي من البحر الأبيض المتوسط .
- العرب والإسلام في الحوض الشرقي من البحر الأبيض المتوسط.
- العرب في حضارتهم وثقافتهم إلى آخر العصر الأموي.
- عبقرية اللغة العربية.
- التبشير والاستعمار في البلاد العربية.
- تاريخ صدر الإسلام والدولة الأموية.
- حكيم المعرة أحمد بن عبد الله بن سليمان المعري .
- التصوف في الإسلام.
- الفلسفة اليونانية في طريقها إلى العرب.
- إخوان الصفا: درس، عرض، تحليل.
- نهج البلاغة للإمام علي كرم الله وجهه.
- أربعة أدباء معاصرون: اليازجي، يكن، المنفلوطي، البستاني.
- الفارابيان الفارابي وابن سينا.
- أثر الفلسفة الإسلامية في الفلسفة الأوروبية.
- ابن الرومي، علي بن العباس بن جريج.
- الرسائل والمقامات: عبد الحميد الكاتب، بديع الزمان، الحريري.
- الأسرة في الشرع الإسلامي.
- شاعران معاصران: إبراهيم طوقان وأبو القاسم الشابي.

### تحقيقاته
1. تاريخ ابن شهاب الزهري .
2. مغازي عروة بن الزبير.
3. السيرة النبوية لابن عفان.
4. المغازي والسيرة لموسى بن عقبة.

### ترجماته
- الإسلام على مفترق الطرق لمحمد أسد.
- الإسلام منهج حياة لفيليب حتي.

## أسرته
تزوَّج عمر فروخ أواخرَ عام 1940 امرأةً بيروتية هي آمنةُ بنت أمين حِلمي، كانت معلِّمةً في إحدى مدارس المقاصد، ثم تفرَّغت لشؤون الأسرة بعد الزواج. وصفَها بأنها واسعةُ الثقافة، هادئة الطبع، شديدة التنظيم، دقيقةٌ في أعمالها. ورُزِقا خمسةَ أولاد: أسامةَ (ولد 1944)، ومروانَ (ولد 1946)، ومازنًا (ولد 1948)، ولينةَ، ولميسَ.
وتابع أبناؤه الثلاثة الدراسةَ في مصرَ ثم في المملكة المتحدة (بريطانيا) والولايات المتحدة (أمريكا)، وأودَت الحربُ الأهلية اللبنانية بولده الأصغر مازن في عام 1987.
وبعد أن حصل الأشقاءُ الثلاثة على أعلى الشهادات، آثرَ الكبيران أسامة ومروان البقاءَ في بلاد الغرب والعمل فيها، فإنَّ ظروفَ الحرب الأهلية في لبنان لا تشجِّع على العودة، وفضَّل الأخُ الأصغر مازن أن يكون قريبًا من والدَيه فعاد إلى بيروت أستاذًا للفيزياء النووية وعلوم الذرَّة في الجامعة اللبنانية، مع نشاط دائب في الدعوة إلى الله والإسلام الحق.
وفي مساء اليوم الأول من يناير (كانون الثاني) 1987م اجتاحت بيروتَ نوبةٌ من حُمَّى تبادل النار بين رجال الأحزاب المتقاتلين، وشاء الله أن تنفجرَ قنبلةٌ على القُرب من مازن فروخ وأن تصيبه شظيةٌ تُرديه قتيلًا. وذكرت صحيفة الأهرام أن عمر فروخ قام من الليل حزينًا وخطَّ على وُرَيقة رسالةً إلى ولده الشهيد جاء فيها:
إلى مازن، أوَيتُ إلى فِراشي بعد دفنك (3/ 1/ 1987) فلم تألَفْ عيناي النوم، ولمَّا انتصفَ الليلُ كتبتُ أبياتًا لعلَّها تُرضِيكَ في مَقامك الأبدي، حيثُ لا يسمع أحدٌ أصواتَ الرصاص الطائش، ولا يرى آثارًا لقنابلَ لا يُعلم من يُطلقها، ولا من أين يُطلقها، ولا لماذا يُطلقها!

## وفاته
توفي عمر فروخ في بيروت يوم الأحد 17 ربيع الأول 1408 هـ الموافق 8 نوفمبر (تشرين الثاني) 1987 م.
وأفرد سيرته الأستاذ المؤرِّخ أحمد العلاونة في كتابه (عمر فروخ في خدمة الإسلام) الصادر ضمن سلسلة كتاب الأمَّة، عن وِزارة الأوقاف والشؤون الإسلامية بدولة قطر.

## وصلات خارجية
- عمر فروخ على موقع أرشيف الشارخ.

## الملاحظات
1. ↑  يوسف هل (بالألمانية: Joseph Hell) مستعرب ألماني (1875-1950)، تخرج باللغات الشرقية على فريتز هوميل من جامعة أرلنجن، ثم عين أستاذا فيها.